# Aeroportul Hongyuan
Aeroportul Hongyuan (IATA: AHJ, ICAO: ZUHY) este un aeroport din Hongyuan County⁠(d), Ngawa Tibetan and Qiang Autonomous Prefecture⁠(d), Sichuan, Republica Populară Chineză ce deservește zona Hongyuan Xian⁠(d). Aeroportul a fost tranzitat în 2022 de 12.866 de pasageri. A fost deschis în 28 august 2014.
Situat la o altitudine de 3.535 m, aeroportul dispune de o singură pistă.